# Nagala Imarti
Nagala Imarti es una ciudad censal situada en el distrito de Haridwar,  en el estado de Uttarakhand (India). Su población es de 5774 habitantes (2011). 

## Demografía
Según el censo de 2011 la población de Nagala Imarti era de 5774 habitantes, de los cuales 3044 eran hombres y 2730 eran mujeres. Nagala Imarti tiene una tasa media de alfabetización del 61,22%, inferior a la media estatal del 78,82%: la alfabetización masculina es del 73,53%, y la alfabetización femenina del 47,46%.